# Ойоно, Антони
Антони́ Анри́ Зуэ́ Ойоно́ Омва́ Торк (фр. Anthony Henri Zué Oyono Omva Torque; род. 12 апреля 2001, Лилль) — габонский и французский футболист, защитник клуба «Фрозиноне» и национальной сборной Габона.

## Карьера

### «Булонь»
Воспитанник футбольной академии французского клуба «Булонь», к которой присоединился в 2018 году. В 2019 году футболист стал выступать за вторую команду клуба. Первый матч сыграл 4 мая 2019 года против клуба «Бове», выйдя на поле в стартовом составе. Летом 2020 года футболист стал привлекаться к играм с основной командой французского клуба. Дебютировал за клуб 21 августа 2020 года в матче против клуба «Кевийи Руан», выйдя на поле в стартовом составе. В октябре 2020 года футболист продлил контракт с клубом новый трёхлетний контракт. Футболист смог закрепиться в основной команде клуба, также на протяжении сезона привлекаясь к играм со второй командой. 

### «Фрозиноне»
В январе 2022 года футболист перешёл в итальянский клуб «Фрозиноне», с которым подписал контракт до конца июня 2024 года. Дебютировал за клуб 2 апреля 2022 года в матче против «Лечче», выйдя на замену в начале второго тайма. На протяжении всего сезона футболист оставался игроком скамейки запасных, лишь дважды появившись на поле. 
Летом 2022 года футболист готовился к сезону с основной командой клуба. Первый матч в сезоне сыграл 7 августа 2022 года в рамках Кубка Италии против клуба «Монцы», выйдя на поле в стартовом составе. Первый матч в чемпионате сыграл 14 августа 2022 года против клуба «Модена». Дебютный результативным действием за клуб отличился 3 сентября 2022 года в матче против клуба «Комо», отдав голевую передачу. Большую часть первой половины сезона футболист пропустил из-за травмы. По итогу сезона вместе с клубом стал победителем итальянской Серии B.
В июне 2023 года футболист продлил контракт с клубом до 2027 года. Новый сезон футболист начал 11 августа 2023 года с матча Кубка Италии против клуба «Пиза». Дебютный матч в итальянской Серии A сыграл 19 августа 2023 года против «Наполи», выйдя на поле в стартовом составе.

## Международная карьера
В марте 2021 года футболист получил вызов в национальную сборную Габона для участия в квалификационных матчах Кубка африканских наций. Дебютировал за сборную 29 марта 2021 года в матче против сборной Анголы. Вместе со сборной занял второе место в группе и квалифицировался в основной этап турнира. 
В январе 2022 года футболист вместе со сборной отправился на Кубок африканских наций. Первый матч на турнире сыграл 14 января 2021 года против сборной Ганы. Вместе со сборной дошёл до раунда плей-офф, где в 1/8 финала уступил сборной Буркина-Фасо в серии пенальти.

## Достижения
«Фрозиноне»
- Чемпион итальянской Серии B: 2022/23

## Семья
Брат-близнец Жереми Ойоно — профессиональный футболист, игрок национальной сборной Габона.